# U–1227
Az U–1227 tengeralattjárót a német haditengerészet rendelte a hamburgi Deutsche Werft AG-től 1941. október 14-én. A hajót 1943. december 8-án vették hadrendbe. Egy járőrutat tett, egy hadihajót tett harcképtelenné.

## Pályafutása
Első és egyetlen harci küldetésére 1944. szeptember 14-én Friedrich Altmeier parancsnok irányításával futott ki. Bergenből Izland és Feröer között haladt el, majd dél felé hajózott tovább az Atlanti-óceánon. Október 2-án, kevéssel 23 óra előtt megtorpedózta az ONS–33-as konvojt kísérő HMCS Chebogue kanadai fregattot. A súlyosan megsérült hajót a HMCS Chambly vette vontatókötélre, és két másik hadihajó, a HMCS Arnprior és a HMS Ribble kíséretében Port Talbotba húzta. A HMCS Chebogue-ot javíthatatlannak ítélték, és 1948. februárban feldarabolták.
Járőrszolgálata után mindössze két háromnapos utat tett különböző német fennhatóságú kikötők között. 1945. április 9-én megrongálódott a britek éjszakai szőnyegbombázásában Kielben. Másnap kivonták a szolgálatból. 1945. május 3-án a kikötőben elsüllyesztették. Később a hajótestet kiemelték és feldarabolták.

## Kapitány
| Név                | Kezdőnap          | Zárónap           |
| ------------------ | ----------------- | ----------------- |
| Friedrich Altmeier | 1943. december 8. | 1945. április 10. |

## Őrjárat
| Indulás | Indulónap            | Érkezés | Zárónap            |
| ------- | -------------------- | ------- | ------------------ |
| Bergen  | 1944. szeptember 14. | Bergen  | 1944. december 26. |

## Elsüllyesztett hajó
| Dátum            | Hajó neve      | Nemzetisége | Brt  |
| ---------------- | -------------- | ----------- | ---- |
| 1944. október 4. | HMCS Chebogue* | Kanada      | 1370 |

* Hadihajó